# Codicologie
Codicologia (fr. codicologie; lat. codex, icis - carte, gr. logos - vorbire, știință)  este știința specială a istoriei care studiază tehnica de execuție a manuscriselor, urmărind suporții grafici, sistemele de tăiere și liniere a filelor, modul de numerotare a caietelor, stilul și ornamentația, materialul folosit ca suport (atât filele cât și coperțile) și altele. Codicologia face diverse clasificări simple și comparative ale acestor tehnici de realizare a suportului scriiturii în funcție de perioadă, materiale, ornamente, tehnici de legare etc. Aceste clasificări și descrieri sunt apoi publicate, ca instrumente de lucru, în diverse repertorii de colecții sau colecționari, inventare, cataloage, culegeri de documente, date, nedatate sau incorect datate.
Prin aceste studii codicologice se pot stabili autenticitatea unor manuscrise precum și locul de emitere, dar se pot realiza și studii cu privire la economia și schimburile comerciale ale perioadei de datare a manuscrisului. Tot legat de cunoașterea și descrierea tehnică documentului se pot face restaurările și se pot descoperi textele ascunse, ilizibile sau șterse intenționat.
Având în vedere obiectul de studiu care coincide cu al mai multor domenii ale științelor auxiliare istoriei, codicologia s-a desprins ca știință autonomă de paleografie abia în secolul al XX-lea prin lucrarea paleografului francez Alphonse Dain Les Manuscrits care dedică un capitol important acestei științe, dându-i de altfel și denumirea. Istoricul și profesorul Charles Samaran, tot în anii '40, o prezintă în cursurile sale ca pe o știință independentă cu metode și obiect distinct de cel al paleografiei definitivând ceea ce începuse A. Dain.
Prima revistă științifică dedicată codicologiei este bienalul internațional de codicologie Scriptorium apărut începând cu 1946, întâi la Bruxelles, apoi la Anvers și Gand.
În anii '50 noua știință ia amploare la nivel internațional prin multitudinea de lucrări pulicate, impunându-se ca știință autonomă cu mijloace și terminologie specifice de lucru.